# エロティック漫画
エロティック漫画（エロティックまんが、英: Erotic comics）は、アメリカン・コミックスの分類の一つで、エロを目的とした、または主要なストーリーの要素としてヌードと性行為に焦点を当てたコミック。アダルト・コミックス（日本の「青年漫画」に相当）の一種である。他のアメリカン・コミックスの分類と同様に、1コマ漫画、短編読み切り、コミックブック、グラフィックノベル（日本の「単行本」に相当）、アルバム（フランスのバンド・デシネで特徴的な刊行形態）などが含まれる。
日本の「成人向け漫画」、フランスの「bande dessinée érotique」など外国のエロ漫画もこれに分類される。

## 歴史

### ヨーロッパ
エロティカは、媒体が開発されて以来、ほとんどの漫画の特徴だった。マリー・アントワネット、ルイ16世、およびその他の貴族の人物は、「ロイヤル・ディルド」や「ロイヤル・オージー」といった性的に露骨な小冊子が描かれていた。
現代では、ヨーロッパ諸国は一般に、漫画で性的に露骨な内容を描写することに自由主義的である。イタリアのミロ・マナラのような漫画家は、1970年代からエロティック漫画を制作してきた。

### 北アメリカ

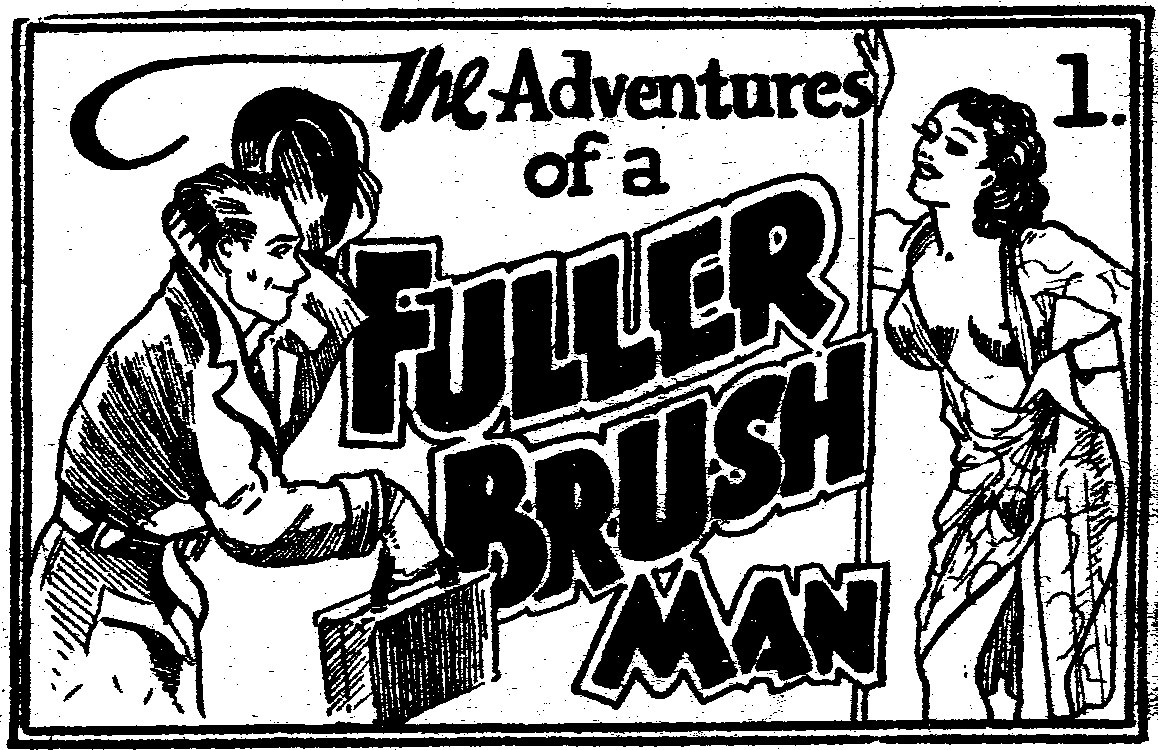
1936年頃に出版された
『フラー・ブラシマンの冒険』の
最初の8ページ

北米における最も初期のエロティック漫画の一つは、1920年代に初めて登場した、いわゆるティファナ・バイブルだった。彼らは通常、非常に良いものから非常に粗いものまでを含むアートワークを特徴とする8ページの白黒の小冊子に描いていた。主題は通常、無許可で制作された著名な漫画家、政治家、映画スターの性的遊びだった。ティファナ・バイブルは、1930年代に人気を博し、たばこ店やバーレスク・ハウスなどのカウンターの下で数百万冊が販売された。それらは第二次世界大戦後に急激な部数減少期となり、1950年代半ばまでには僅かな新製品のみが市場に流通していた。
20世紀後半の男性誌は、エロティック漫画、特に裸の女性や性的な状況のカップルを特集したシングルパネル・ギャグの一般的な媒体だった。1953年に創刊されたPLAYBOYは、アルベルト・バルガス、アーチー・コミックアーティストダン・デ・カーロ、ジャック・コール、リロイ・ネイマン、オリビア・デ・ベラーディニス、ディーン・イェイグルなどのアーティストによるシングルパネルの漫画を特集した。1980年代にハーヴェイ・カーツマンとウィル・エルダーによるマルチページ・ストリップの『リトル・アニー・ファニー』が頻繁に掲載された。『アニー』は露出シーンが多かったが、これは『フィービー・ツィット・ガイストの冒険』、ウォリー・ウッドの『サリー・フォース』、ロン・エムブルトンによるペントハウスの『ウィケッド・ワンダ』でも見られる傾向である。ペントハウスは後に、「ペントハウス・コミックス」、「ペントハウス・メンズ・アドベンチャー」、アダム・ヒューズがアートワークを手掛けた「ペントハウス・マックス」のような数々のエロティック漫画雑誌を発行していく。
一部のエロティック漫画は、アーチー・コミックをパロディーしたラリー・ウェルツのチェリーのように、アンダーグラウンド・コミックスから成長した。1980年代と1990年代の独立した白黒の漫画出版社では、いくつかのエロティックなタイトルがあった。擬人化された動物を特徴とするメロドラマと性的に露骨な素材を組み合わせたケイト・ウォーリーとリード・ウォーラーによるオマハ・ザ・キャット・ダンサーがその一例である。他のいわゆる「ファーリー」エロティック漫画では、ラジオ・コミックスによって出版された『ジーナス』と『ミルク』があった。フィル・フォグリオによる『XXXenophile』は、サイエンスフィクションと性的な状況を伴うファンタジーシナリオを融合させたもので、トゥルーディー・クーパーとダグ・ベインによるウェブコミック『Oglaf』は、ユーモアと多様なセクシュアリティを中世のファンタジー文脈に組み合わせている。
1990年、ファンタグラフィックスはエロス・コミックスを創刊し、ウォリー・ウッドとフランク・ソーン、ギルバート・ヘルナンデスの『バードランド』などのタイトルの再版を行い、最終的に40以上のコレクション版のバックリストライブラリを制作した。この出版物は人気を博し – そうでなければ「芸術的」「文学的」作品として知られていた – 、財務上の利益を算出した。

### インド
インドでは、21世紀初頭に小規模なエロティック漫画産業が発展した。退屈で感情的に無視された主婦の性的遊びについてを扱った「サヴィタ・ブハービー」シリーズがその一例である。